# Licuala ferruginoides
Licuala ferruginoides är en enhjärtbladig växtart som beskrevs av Odoardo Beccari. Licuala ferruginoides ingår i släktet Licuala och familjen Arecaceae.
Artens utbredningsområde är Sumatera. Inga underarter finns listade i Catalogue of Life.